# Джейсън Райтман
Джейсън Райтман (на английски: Jason Reitman) е канадско-американски режисьор, сценарист и филмов продуцент. 

## Биография
Роден е в Монреал на 19 октомври 1977 г. в семейството на актрисата Женевиев Робер и режисьора от чехословашко-еврейски произход Айван Райтман.
Още в детската му възраст семейството му се преселва в САЩ и се установява в Лос Анжелис.

## Филмография
| Година | Заглавие                                            | Режисьор | Сценарист | Продуцент | Бележки |
| ------ | --------------------------------------------------- | -------- | --------- | --------- | --- |
| 2005   | „Благодаря за пушенето“ (Thank You for Smoking)     | Да       | Да        |           | - Независим дух за най-добър сценарий. - номинация – Сателит за най-добър адаптиран сценарий. |
| 2007   | „Джуно“ (Juno)                                      | Да       |           |           | - Грами за най-добър сборен албум за визуална медия. - номинация – Оскар за най-добър режисьор. - номинация – Независим дух за най-добър режисьор. |
| 2009   | „Страстите на Дженифър“ (Jennifer's Body)           |          |           | Да        | |
| 2009   | „Клоуи“ (Chloe)                                     |          |           | Да        | |
| 2009   | „Високо в небето“ (Up in the Air)                   | Да       | Да        | Да        | - Награда на БАФТА за най-добър адаптиран сценарий. - Златен глобус за най-добър сценарий. - номинация – Оскар за най-добър филм. - номинация – Оскар за най-добър режисьор. - номинация – Оскар за най-добър адаптиран сценарий. - номинация – Награда на БАФТА за най-добър филм. - номинация – Златен глобус за най-добър режисьор. - номинация – Сателит за най-добър адаптиран сценарий. |
| 2011   | „Младите възрастни“ (Young Adult)                   | Да       |           | Да        | |
| 2011   | „Джеф, който живее вкъщи“ (Jeff, Who Lives at Home) |          |           | Да        | |
| 2013   | Labor Day                                           | Да       | Да        | Да        | |
| 2014   | „Мъже, жени и деца“ (Men, Women & Children)         | Да       | Да        | Да        | |

### Късометражни филми
- 1998 – „Operation“
- 1999 – „H@“
- 2000 – „In God We Trust“
- 2001 – „Gulp“
- 2002 – „Uncle Sam“
- 2004 – „Consent“